# 297
Năm 297 là một năm trong lịch Julius. 